# Jan Josef Horemans
|  | Aquest article tracta sobre el pintor del segle XVII. Si cerqueu el ciclista belga, vegeu «Jan-Josef Horemans». |

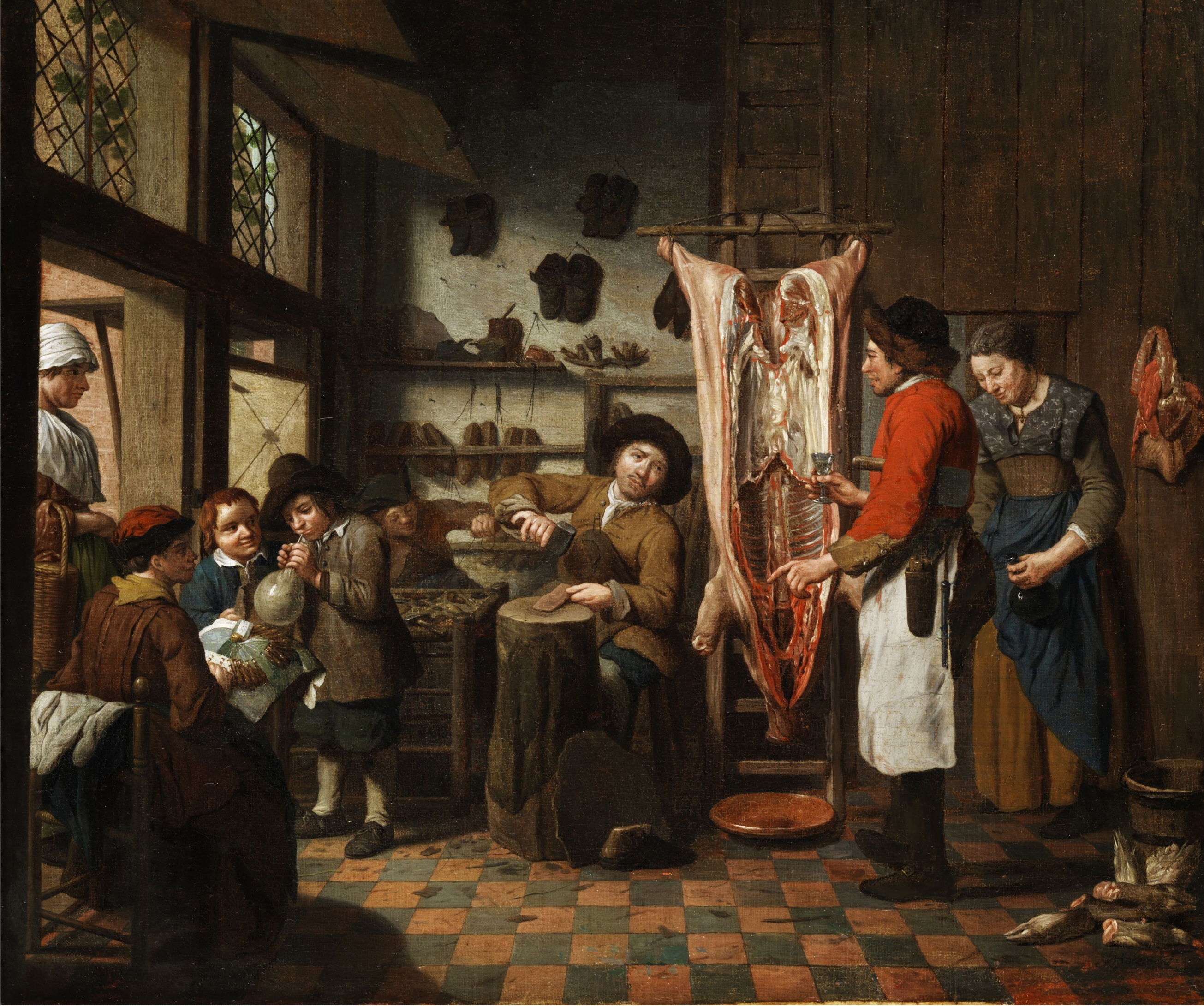
Taller amb carnisser per Jan Joseph Horemans el vell

Jan Josef Horemans el Vell (Anvers, 16 de novembre de 1682 - Anvers, 7 d'agost de 1752) va ser un pintor flamenc, deixeble de l'escultor Michiel van der Voort i del pintor Jan van Pee. Va ingressar en el gremi de pintors d'Anvers el 1706 i es va especialitzar en petites obres que representen escenes de la vida quotidiana, sent en aquest aspecte no un innovador, sinó el continuador d'una tradició ja existent al seu país; també va realitzar alguns retrats. Se'l coneix també com Jan Josef Horemans I per diferenciar-ho del seu fill i deixeble Jan Josef Horemans II o el Jove (1714 - 1790) que va practicar el mateix tipus de pintura que el seu pare, freqüentment s'han confós les obres de tots dos artistes. El Museu del Prado conserva un petit quadre de Horemans de caràcter costumista, El mestre d'escola, i en col·lecció particular madrilenya un característic gabinet de pintures, L'estudi del pintor.